# Mary Jones (Transfrau)

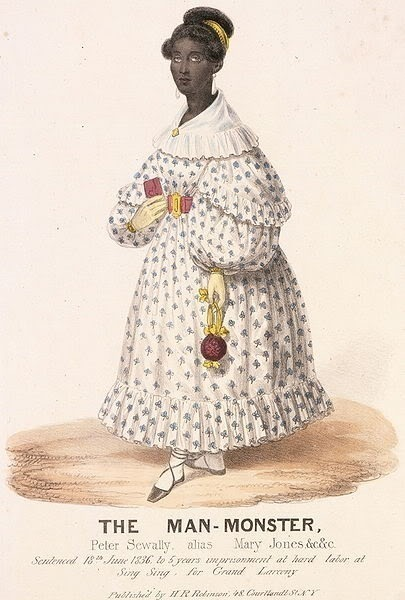
Mary Jones, gezeichnet von H.R. Johnson

Peter Sewally (* 12. Dezember 1803 in New York City, Vereinigte Staaten; † 19. Jahrhundert) war eine New Yorker Prostituierte und Taschendiebin. Sie trug Frauenkleider und war unter dem Namen Mary Jones bekannt. Sie war eine Transfrau, die im 19. Jahrhundert von der New Yorker Presse geoutet wurde.

## Leben und Werk
Jones war afroamerikanischer Abstammung. Es gibt nicht viele Berichte über ihre Erziehung und Ausbildung, über ihr Leben vor ihrer Verhaftung im Jahr 1836 weiß man nur, was aus ihrer Zeugenaussage vor Gericht bekannt ist.
Am 11. Juni 1836 warb ein weißer Mann namens Robert Haslem um Jones Dienste. Als Haslem nach Hause kam, stellte er fest, dass seine Brieftasche durch die eines anderen Mannes ersetzt worden war. Er spürte diesen anderen Mann auf und erfuhr, dass auch er Jones Kunde gewesen war, das Verbrechen aber aus Angst vor der Aufdeckung seiner eigenen sexuellen Aktivitäten nicht verfolgen wollte. Haslem hatte keine derartigen Bedenken und meldete das Verbrechen der Polizei, die Jones noch in derselben Nacht verhaftete. Die Beamten durchsuchten sie, fanden weitere gestohlene Brieftaschen und entdeckten, dass sie bei der Geburt als männlich eingestuft worden war. Sie wurde wegen schweren Diebstahls angeklagt und gezwungen, als Mary Jones vor Gericht zu erscheinen. Dies sorgte für großes Aufsehen in den Medien und der Öffentlichkeit.
Die Medienberichte über ihren Prozess konzentrierten sich mehr auf ihre Kleidung als auf das ihr zur Last gelegte Verbrechen. Jones’ Prozess wurde zum Stadtgespräch, als sie als Frau in eleganter Kleidung vor Gericht erschien und dem Gericht erklärte, sie sei immer so gekleidet. Sie konnte offenbar auch Männer glauben machen, sie hätten Sex mit einer Frau, weil sie „ein Ledergerät in Form einer Vagina um die Taille gebunden hatte“.
Sewally wurde zu fünf Jahren Gefängnis verurteilt. Nach ihrer Entlassung aus dem Gefängnis, vermutlich um 1841, ist nur sehr wenig über ihr weiteres Leben bekannt, mit Ausnahme zweier veröffentlichter Berichte, die sich offenbar auf Beefsteak Pete beziehen. Am 9. August 1845 berichtete der New Yorker Commercial Advertiser, dass „eine berüchtigte Persönlichkeit namens Beefsteak Pete in Frauenkleidung durch die Straßen zog.“
Am 15. Februar 1846 veröffentlichte der New York Herald einen Artikel über „Pete Sevanley, alias ‚Beef Steak Pete‘; einen berüchtigten schwarzen Gauner, der in Frauenkleidung durch die Straßen paradiert.“ Berichten zufolge wurde Jones für sechs Monate erneut inhaftiert.

## Die Lithografie
Etwa eine Woche nach Sewallys Prozess und der Urteilsverkündung wurde in New York eine Lithografie von Jones als Frau verkleidet mit dem Titel The Manmonster; Peter Sewally, alias Mary Jones veröffentlicht. Trotz des durch den Titel suggerierten Status zeigte die Grafik Jones als eine recht gewöhnlich aussehende und nicht bedrohliche schwarze Frau in einem sauberen weißen Kleid mit kleinen blauen Blumen. Die Lithografie und Zeitungsberichte legten nahe, dass Jones Kleidung, Diebstähle und sexuelles Verhalten 1836 eine Sensation waren.
Jones gilt als eine der ersten bekannten Transgender-Personen in der amerikanischen Geschichte.

## Vermächtnis
Der Filmemacher Tourmaline schuf Salacia, einen Kurzfilm über Mary Jones’ Leben. Der Film wurde vom Brooklyn Museum für eine Ausstellung im Jahr 2019 in Auftrag gegeben und ist jetzt Teil der ständigen Sammlung des Museum of Modern Art in New York City. Tourmalines Geschwister Che Gossett fand Jones Gerichtsprotokolle im New Yorker Archiv.